# Giuseppe Garneri (vescovo)
Giuseppe Garneri (Cavallermaggiore, 16 settembre 1899 – Torino, 15 dicembre 1998) è stato un vescovo cattolico italiano.

## Biografia
Nacque a Cavallermaggiore (CN) il 16 settembre 1899, e ordinato sacerdote il 29 giugno 1923, fu nominato rettore del duomo di Torino che resse fino al 1954.
Nel 1935 benedisse la nuova chiesa di San Giuseppe Benedetto Cottolengo dedicata al grande santo torinese.
Assunse la direzione del Centro Giornali Cattolici dell'arcidiocesi di Torino e nel dicembre 1946 fu tra i fondatori del settimanale Il Nostro Tempo.
Ordinato vescovo il 23 maggio 1954 nel duomo di Torino, iniziò il suo ministero il 5 agosto 1954 nella diocesi di Susa che resse per 24 anni. 
Fu artefice del progetto di costruzione del santuario della Madonna del Rocciamelone nel comune di Mompantero a due passi da Susa, dove nel 1958 pose la prima pietra della nuova grande chiesa, che dopo tre anni di costruzione inaugurò solennemente nei giorni 8 e 9 luglio 1961.
Nel 1972 celebro il bicentenario della diocesi di Susa (1772-1972).
Ritiratosi nell'anno 1978, per raggiunti limiti di età, morì il 15 dicembre 1998 all'età di 99 anni.
È sepolto nel cimitero di Cavallermaggiore (CN).
A lui è dedicata la pubblicazione Mons. Giuseppe Garneri - 1899-1998 - cento anni di Vangelo, 1999 - Chieri - Tipolitografia Edigraph.

## Opere
- Giuseppe Garneri, Tra rischi e pericoli, Alzani, Pinerolo, 1981.
- Giuseppe Garneri, Alcuni episodi ammirando la Divina Provvidenza, Fratelli Scaravaglio, Torino, 1991.

## Genealogia episcopale
La genealogia episcopale è:
- Cardinale Scipione Rebiba
- Cardinale Giulio Antonio Santori
- Cardinale Girolamo Bernerio, O.P.
- Arcivescovo Galeazzo Sanvitale
- Cardinale Ludovico Ludovisi
- Cardinale Luigi Caetani
- Cardinale Ulderico Carpegna
- Cardinale Paluzzo Paluzzi Altieri degli Albertoni
- Papa Benedetto XIII
- Papa Benedetto XIV
- Cardinale Enrico Enriquez
- Arcivescovo Manuel Quintano Bonifaz
- Cardinale Buenaventura Córdoba Espinosa de la Cerda
- Cardinale Giuseppe Maria Doria Pamphilj
- Papa Pio VIII
- Papa Pio IX
- Cardinale Alessandro Franchi
- Cardinale Giovanni Simeoni
- Cardinale Antonio Agliardi
- Vescovo Giacinto Arcangeli
- Cardinale Giuseppe Gamba
- Cardinale Maurilio Fossati, O.SS.G.C.N.
- Vescovo Giuseppe Garneri